# Strenči
Strenči è un comune della Lettonia appartenente alla regione storica della Livonia di 4.277 abitanti (dati 2009).

## Località
Il comune è stato istituito nel 2009 ed è formato dalle seguenti località:
- Jērcēni
- Plāņi
- Strenči
- Seda